# Jacqueline Cako
Jacqueline Cako (Brier, 30 augustus 1991) is een tennisspeelster uit de Verenigde Staten van Amerika.

## Loopbaan
In 2008 won Cako het toernooi van Southlake (Texas), wat haar eerste ITF-overwinning was.
Van 2010 tot 2013 studeerde zij biologie aan de Arizona State University, terwijl zij tegelijkertijd deelnam aan beroepstoernooien. Zij behaalde de graad van Bachelor of Science (B.S.)
Door het winnen van de U.S. Open National Playoffs in 2014 verkreeg zij een wildcard voor het gemengd dubbelspeltoernooi van het US Open, samen met landgenoot Joel Kielbowicz.
In 2017 stond Cako voor het eerst in een WTA-finale, op het dubbelspeltoernooi van Zhengzhou, samen met de Israëlische Julia Glushko – zij verloren van het Chinese duo Han Xinyun en Zhu Lin.

## Posities op deWTA-ranglijst
Positie per einde seizoen:
| jaar | rang enkelspel | rang dubbelspel |
| ---- | -------------- | --------------- |
| 2008 | 846            | 819             |
| 2009 | 639            | 468             |
| 2010 | 398            | 438             |
| 2011 | 631            | 1195            |
| 2012 | 557            | 278             |
| 2013 | 541            | 182             |
| 2014 | 687            | 270             |
| 2015 | 460            | 211             |
| 2016 | 350            | 201             |
| 2017 | 185            | 96              |
| 2018 | 458            | 159             |
| 2019 | 578            | 244             |
| 2020 | 747            | 276             |
| 2021 | 1013           | 464             |

## Palmares
| Legenda                 |
| ----------------------- |
| Grandslamtoernooi       |
| Olympische Spelen       |
| Year-End Championships  |
| Premier Mandatory       |
| Premier Five / WTA 1000 |
| Premier / WTA 500       |
| International / WTA 250 |
| Challenger / WTA 125    |

### WTA-finaleplaatsen enkelspel
geen

### WTA-finaleplaatsen vrouwendubbelspel
| nr.              | finale     | toernooi      | ondergrond | partner       | tegenstandsters    | score    |         |
| ---------------- | ---------- | ------------- | ---------- | ------------- | ------------------ | -------- | ------- |
| gewonnen finales |            |               |            |               |                    |          |         |
| geen             |            |               |            |               |                    |          |         |
| verloren finales |            |               |            |               |                    |          |         |
| 1.               | 2017-04-23 | WTA Zhengzhou | hardcourt  | Julia Glushko | Han Xinyun Zhu Lin | 5-7, 1-6 | details |

### Gewonnen ITF-toernooien enkelspel
| nr. | finaledatum | toernooi  | dotatie | tegenstandster in finale | score         |
| --- | ----------- | --------- | ------- | ------------------------ | ------------- |
| 1.  | 2008-10-12  | Southlake | $10.000 | Ashley Weinhold          | 6-3, 4-6, 6-3 |
| 2.  | 2009-06-28  | Wichita   | $10.000 | Courtney Dolehide        | 6-2, 6-3      |

## Resultaten grandslamtoernooien
| Legenda | Legenda                          |
| ------- | -------------------------------- |
| g.t.    | geen toernooi gehouden           |
| l.c.    | lagere categorie                 |
| –       | niet deelgenomen                 |
| G       | uitgeschakeld in de groepsfase   |
| 1R      | uitgeschakeld in de eerste ronde |
| 2R      | uitgeschakeld in de tweede ronde |
| 3R      | uitgeschakeld in de derde ronde  |
| 4R      | uitgeschakeld in de vierde ronde |
| KF      | uitgeschakeld in de kwartfinale  |
| HF      | uitgeschakeld in de halve finale |
| F       | de finale verloren               |
| W       | het toernooi gewonnen            |
| w-v     | winst/verlies-balans             |

### Vrouwendubbelspel
| toernooi        | 2016 | 2017 |
| --------------- | ---- | ---- |
| Australian Open | –    | –    |
| Roland Garros   | –    | –    |
| Wimbledon       | –    | –    |
| US Open         | 1R   | 2R   |

### Gemengd dubbelspel
| toernooi        | 2014 |
| --------------- | ---- |
| Australian Open | –    |
| Roland Garros   | –    |
| Wimbledon       | –    |
| US Open         | 1R   |